# Gråvingad böjnäbb
Gråvingad böjnäbb (Toxorhamphus poliopterus) är en fågel i familjen bärpickare inom ordningen tättingar. Den förekommer i bergstrakter på Nya Guinea. Beståndet anses vara livskraftigt.

## Utseende och läte
Gråvingad böjnäbb är en liten solfågellik fågel med lång, tunn och nedåtböjd näbb. Kroppen är olivgrön, med skiffergrått på vingar och huvud och kontrasterande gult på nedre delen av strupen. Den liknar flera andra arter i sitt utbredningsområde, men saknar grått bröst som hos dvärgböjnäbb och hona sorgsolfågel, saknar gult ögonbrynsstreck som hos olivryggig solfågel och har kontrast mellan grått huvud och gul strupe, olikt gulbukig böjnäbb som dessutom hittas i lägre liggande områden. Sången består av en ljus serie med böjda toner, ibland uppblandat med ljudliga fallande "chew!".

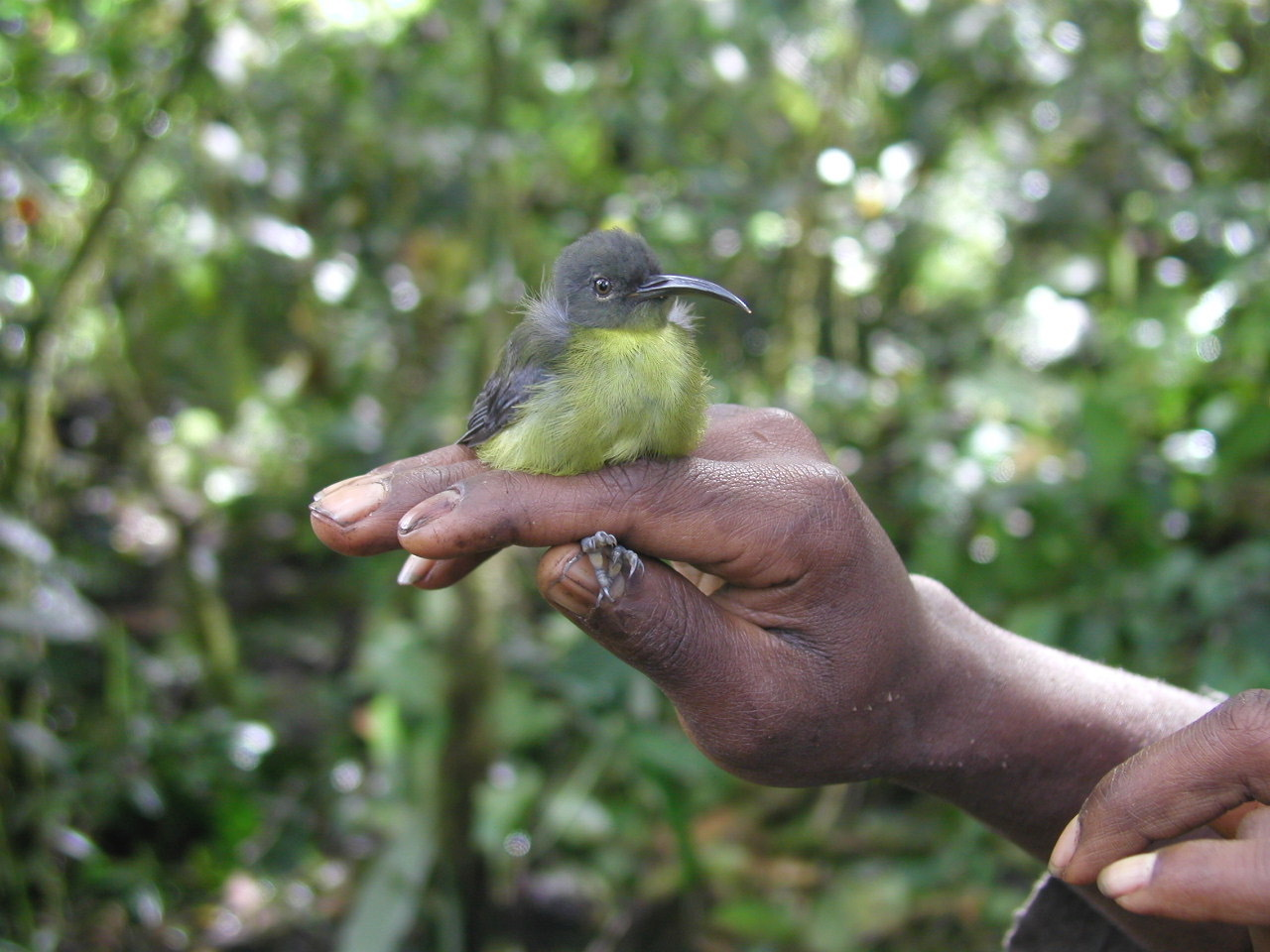

## Utbredning och systematik
Gråvingad böjnäbb förekommer på Nya Guinea. Den behandlas antingen som monotypisk eller delas in i två underarter med följande utbredning:
- Toxorhamphus poliopterus maximus – förekommer i norrsluttningar i centrala bergen på Nya Guinea (Weyland till Jayawijaya)
- Toxorhamphus poliopterus poliopterus – förekommer i bergen på sydöstra Nya Guinea

## Status och hot
Arten har ett stort utbredningsområde, men tros minska i antal, dock inte tillräckligt kraftigt för att den ska betraktas som hotad. Internationella naturvårdsunionen IUCN listar arten som livskraftig (LC).

## Namn
På svenska har fågeln även kallats gråvingad bärpickare.